# Xã Burbank, Quận Kandiyohi, Minnesota
Xã Burbank (tiếng Anh: Burbank Township) là một xã thuộc quận Kandiyohi, tiểu bang Minnesota, Hoa Kỳ. Năm 2010, dân số của xã này là 566 người.